# Saint-Joseph-de-Matapédia
Saint-Joseph-de-Matapédia est un village de l'Est du Québec situé dans la vallée de la Matapédia en Gaspésie faisant partie de la municipalité de Saint-François-d'Assise dans la municipalité régionale de comté d'Avignon au Canada.

### Source en ligne
- Commission de toponymie du Québec